# Layne Viveiros
Layne Viveiros (* 4. August 1995 in Edmonton, Alberta) ist ein austro-kanadischer Eishockeyspieler, der zuletzt beim österreichischen Viertligisten EV Zeltweg unter Vertrag stand.

## Karriere
Der Sohn des langjährigen Profispielers (in der NHL, IHL sowie in Österreich, Deutschland, Südtirol) und Trainers Emanuel Viveiros lernte in der Jugendabteilung des Klagenfurter AC und ging 2011 zu den Portland Winterhawks in die Vereinigten Staaten, die ihn beim WHL Bantam Draft 2011 in der neunten Runde als insgesamt 196. Spieler gezogen hatten. Während der Saison 2012/13 wurde er zeitweilig zu den Camrose Kodiaks (Alberta Junior Hockey League) ausgeliehen. Er spielte insgesamt vier Jahre bei den Winterhawks in der Western Hockey League, ehe er 2015 nach Österreich zurückkehrte und einen Vertrag beim EC Red Bull Salzburg aus der österreichischen Eishockeyliga (EBEL) unterzeichnete. Gleich in seinem ersten Jahr bei den „Roten Bullen“ wurde er österreichischer Meister.
Im Februar 2021 wurde er an die Augsburger Panther aus der Deutschen Eishockey Liga ausgeliehen und kehrte zur Saison 2021/22 in den Kader des EC Red Bull Salzburg zurück. Dort blieb er jedoch in der Saison 2021/22 ohne Einsatz. Die darauffolgende Spielzeit verbrachte der Verteidiger vorwiegend bei den Pioneers Vorarlberg, wurde aber gegen Saisonende vom Ligakonkurrenten EC VSV ausgeliehen. Bei den Villachern verbrachte Viveiros die komplette Saison 2023/24. Das Spieljahr 2024/25 absolvierte der Verteidiger im Trikot des österreichischen Viertligisten EV Zeltweg.

### International
Viveiros kam im bei den Weltmeisterschaften 2013 und 2014 in der Division I zu Einsätzen für Österreichs U20-Nationalmannschaft. 
Er wurde am 5. November 2015 beim 2:1-Sieg nach Verlängerung gegen Südkorea im Freundschaftsspiel im polnischen Katowice erstmals in die österreichische Herren-Nationalmannschaft berufen. Anschließend nahm er an den Weltmeisterschaften 2016 und 2017 in der Division I teil.

## Erfolge und Auszeichnungen
- 2016 Österreichischer Meister mit dem EC Red Bull Salzburg
- 2017 Aufstieg in die Top-Division bei der Weltmeisterschaft der Division I, Gruppe A

## Karrierestatistik
(Legende zur Spielerstatistik: Sp oder GP = absolvierte Spiele; T oder G = erzielte Tore; V oder A = erzielte Assists; Pkt oder Pts = erzielte Scorerpunkte; SM oder PIM = erhaltene Strafminuten; +/− = Plus/Minus-Bilanz; PP = erzielte Überzahltore; SH = erzielte Unterzahltore; GW = erzielte Siegtore; 1 Play-downs/Relegation; Kursiv: Statistik nicht vollständig)